# Kuhnistera
Kuhnistera là một chi thực vật có hoa trong họ Đậu.